# Allt större Klarhet
 Allt större Klarhet ist ein Musikalbum von Alberto Pintons Quartett Relentness. Die am 1. und 2. Oktober 2024 im Fas2 in Stockholm entstandenen Aufnahmen erschienen am 2. Mai 2025 auf dem Label Moserobie.

## Hintergrund
Allt större Klarhet (auf Schwedisch: Zunehmend klarer) ist ein Album des schwedischen Quartetts Relentless um den italienischen Holzbläser Alberto Pinton mit dem Pianisten Alexander Zethson, dem Kontrabassisten Vilhelm Bromander und dem Schlagzeuger Konrad Agnas (Bromander und Agnas spielten zuvor in Pintons Trio und Sestetto Contemporaneo). Das Album erschien vier Jahre nach Pintons letztem Album als Bandleader und Komponist, NUQuartet (2021) bei Jonas Kullhammars Label Moserobie, das auch sein Debütalbum als Bandleader, Clear Now (2001) veröffentlichte. Es ist zugleich Pintons erstes Album überhaupt, das (auch) als limitierte Vinyl-Edition (in 198 Exemplaren) erscheint. Der italienische Künstler Oreste Sabadin gestaltete das Cover-Artwork, während er die Musik hörte.
Pinton komponierte die gesamte Musik und spielt verschiedene Holzblasinstrumente (Baritonsaxophon, Kontra-Altklarinetten in B, Es und Eeb, Altflöte und Bassflöte).

## Titelliste
- Alberto Pinton; Allt större Klarhet (Moserobie Music Production MMPLP140)[1]

1. Teimah 3:09
2. Allt större Klarhet – Suite for Clarinets Part 1 5:50
3. Allt större Klarhet – Suite for Clarinets Part 2 2:39
4. Allt större Klarhet – Suite for Clarinets Part 3 6:26
5. The Present Moment 3:18
6. Dialogen 3:38
7. Över Ytan 5:21
8. Folksong 4:00
9. Scarce 3:57
10. Firm Believer 5:28

Die Kompositionen stammen von Alberto Pinton.

## Rezeption
Die Musik sei in der nordischen Jazzästhetik verwurzelt und unterstreiche Pintons kraftvolle melodische und lyrische Themen sowie die verspielte, aber zurückhaltende Resonanz seines Instrumentenarsenals mit der Rhythmusgruppe aus Zethson, Bromander und Agnas, schrieb Eyal Hareuveni. Diese Rhythmusgruppe isei auf jede Nuance in Pintons Spiel abgestimmt; sie eröffnete und bereichere die Themen mit ihrer freudigen Energie.
Das Titelstück sei eine dreiteilige, raffinierte und einnehmende Suite für Klarinetten. „Över Ytan“ (Above the Surface) und „Scarce“ sind wunderschöne Balladen, untermalt von Pintons ätherischer und sanfter Altflöte. „Folksong“ betone die treibende rhythmische Kraft von Zethson, Bromander und Agnas, die Pintons Baritonsaxophon immer höher steigen lassen. Dieses beeindruckende Album ende mit der erhebenden, optimistischen Botschaft von «Firm Believer», und Pinton, ein erfahrener Sportler, weiß, wie wichtig es ist, fest an sich selbst und seine Fähigkeiten zu glauben, um immer wieder seine Grenzen zu erweitern.
Diese Aufnahme des Quartetts Alberto Pinton’s Relentless würde einen gefühlvollen Klang in einem folkloristischen Rahmen liefern – "ein bisschen Geist, ein bisschen Erde", schrieb Dave Sumner in Daily Bandcamp, der das Album zu den besten Veröffentlichungen des Monats zählte.